# 拉贝热芒迪纳瓦
拉贝热芒迪纳瓦（法語：Labergement-du-Navois，法語發音：[labɛʁʒəmɑ̃ dy navwa]）是法国杜省的一个旧市镇，位于该省西南部，属于贝桑松区。2017年1月1日，拉贝热芒迪纳瓦并入相邻的勒维耶。

## 地理
拉贝热芒迪纳瓦（46°58'36"N, 6°4'50"E）面积6.74 平方千米，位于法国勃艮第-弗朗什-孔泰大區杜省，该省份为法国东部内陆省份，北起上索恩省，西接汝拉省，东部及东南部与瑞士接壤，东北部与贝尔福地区省接壤。
与拉贝热芒迪纳瓦接壤的市镇（或旧市镇、城区）包括：代塞尔维莱尔、蒙马乌。
拉贝热芒迪纳瓦的时区为UTC+01:00、UTC+02:00（夏令时）。

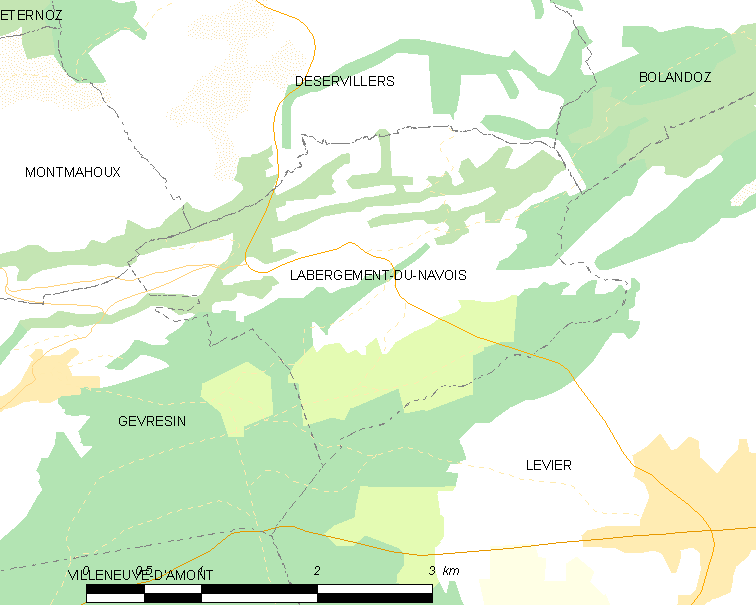
拉贝热芒迪纳瓦的OSM定位图

## 行政
拉贝热芒迪纳瓦的邮政编码为25270，INSEE市镇编码为25319。

## 政治
拉贝热芒迪纳瓦所属的省级选区为奥尔南县。

## 人口

1962-2008年间拉贝热芒迪纳瓦人口变化图示

拉贝热芒迪纳瓦于2014时的人口数量为108人。